# Magnus Christensen
Magnus Christensen (ur. 20 sierpnia 1997) – duński piłkarz grający na pozycji pomocnika w klubie Aalborg BK.

## Życiorys
Jest wychowankiem Aalborgu BK. Do seniorskiego zespołu dołączył w 2016 roku. W pierwszym zespole zadebiutował 24 lipca 2016 roku w wygranym 1:0 meczu ligowym z Randers FC. Wszedł na boisko na ostatnie 20 minut spotkania.  Pierwszego gola w zespole zdobył ponad rok później, 24 września 2017 roku w wygranym 3:1 spotkaniu z Lyngby BK.